# Robert Parsons
Robert Parsons (ca. 1535 – enero de 1571/2) fue un compositor inglés.
Aunque se conoce poco de su vida, es probable que en su juventud fuera un niño de coro, puesto que hasta 1561 fue ayudante de Richard Bower, maestro de los niños cantores de la Capilla Real.
Parsons fue nombrado Caballero de la Capilla Real el 17 de octubre de 1563. Su trabajo consistió en una serie de composiciones vocales sagradas y seculares, incluyendo a su  Ave María , así como algunas piezas instrumentales. Ocho de estas obras se incluyeron en el manuscrito de música conocida como Dow Partbooks. Se cree que murió en enero de mil quinientos setenta y uno  cuando cayó en el entonces desbordado río Trent y se ahogó. Pudo ser profesor de, o al menos influyó en, William Byrd en la catedral de Lincoln. Byrd le sucedió como caballero de la Capilla Real.